# Jaspis penetrans
Jaspis penetrans är en svampdjursart som först beskrevs av Carter 1880.  Jaspis penetrans ingår i släktet Jaspis och familjen Ancorinidae. Inga underarter finns listade i Catalogue of Life.